# Larsen Islands
Die Larsen Islands sind eine kleine Gruppe von Inseln innerhalb der Inselgruppe der Südlichen Orkneyinseln im Südlichen Ozean etwa 1300 km südöstlich vor der Küste Argentiniens sowie 600 km nordöstlich der Antarktischen Halbinsel. Sie befinden sich knapp innerhalb des durch den Antarktisvertrag geschützten Territoriums. Die größte Insel der Gruppe ist Monroe Island und liegt etwa 10 km von Coronation entfernt.

## Geschichte
Die Larsen Islands wurden im Dezember 1821 von George Powell (1794–1824) und Nathaniel Palmer entdeckt. Der norwegische Kapitän Petter Sørlle (1884–1933) benannte die Inseln während einer Reise in den Jahren 1912 und 1913 anlässlich der Vermessung der Südlichen Orkneyinseln nach dem Walfänger und Antarktisforscher Carl Anton Larsen.
Im Jahr 2011 erklärte BirdLife International 1805 ha der Inseln zu einer wichtigen Brutstätte für Meeresvögel. Im Jahr 2010 brüteten auf den Larsen Islands 125.000 Paare Zügelpinguine und 125.000 Paare Silbersturmvögel sowie eine kleinere Anzahl von Paaren der Schneesturmvögel.